# Marmaroplegma unicolor
Marmaroplegma unicolor is een vlinder uit de familie van de Eupterotidae. De wetenschappelijke naam van de soort is voor het eerst geldig gepubliceerd in 1915 door Janse.